# Sucidava
 (décembre 2022).
Si vous disposez d'ouvrages ou d'articles de référence ou si vous connaissez des sites web de qualité traitant du thème abordé ici, merci de compléter l'article en donnant les références utiles à sa vérifiabilité et en les liant à la section « Notes et références ».
Sucidava est une cité de la Dacie romaine, située au bord du Danube dans l'extrême sud de la Roumanie actuelle, à l'ouest de la ville moderne de Corabia (quartier de Celei).
On y trouve la première basilique chrétienne de Roumanie, le pied d'un pont construit sur le Danube par les Romains et une fontaine qui descend sous les murs jusqu'au Danube.

Plan de Sucidava.